# Alfred Burke
Alfred Burke, född 28 februari 1918 i Peckham, London, död 16 februari 2011 i Barnes, London, var en brittisk skådespelare. 

## Biografi
Genom filmerna från mitten av 1950-talet skapade sig Burke ett gott rykte från en stor mängd roller, och blev framstående i TV.
Burkes mest berömda roll var som den undersökande agenten Frank Marker i Thames Televisions serier Public Eye från 1965 till 1975. Hans medverkan gjorde serien till en av de mest omtyckta detektivdramorna i den brittiska televisionen. 
Sedan slutet av Public Eye var Burke med som flera skepnader, från Long John Silver till påven Johannes Paulus IIs fader, och kort i Harry Potter och Hemligheternas kammare (2002). Burke avled på Kings College sjukhus tidigt onsdag morgon den 16 februari efter en svår bröstinfektion. Han skulle ha fyllt 93 år den 28 februari 2011.

## Filmografi (urval)
- Harry Potter och Hemligheternas kammare